# Feliniopsis phoenicolopha
Feliniopsis phoenicolopha är en fjärilsart som beskrevs av George Francis Hampson 1914. Feliniopsis phoenicolopha ingår i släktet Feliniopsis och familjen nattflyn. Inga underarter finns listade i Catalogue of Life.